# بكورية رمادية
البكورية الرمادية أو الأذريون الرمادي (باللاتينية: Calendula incana) نوع نباتي يتبع جنس البكورية من الفصيلة النجمية.

## الموئل والانتشار
يستوطن النبات في غرب حوض البحر الأبيض المتوسط من المغرب العربي إلى إسبانيا والبرتغال وصقلية وسردينيا.

## مرادفات للاسم العلمي
- (باللاتينية: Calendula tomentosa Desf.)
- (باللاتينية: Calendula tomentosa Desf. [non L. f. 1782])
- (باللاتينية: Calendula suffruticosa subsp. tomentosa (Ball) Murb.)
- (باللاتينية: Calendula suffruticosa var. tomentosa Ball, nom. nov.)
- (باللاتينية: Calendula marginata Willd.)
- (باللاتينية: Calendula suffruticosa subsp. marginata (Willd.) Maire)
- (باللاتينية:                             							 								                             	Calendula tomentosa subsp. marginata (Willd.) Lanza)